# 我拝師山
我拝師山（がはいしさん）は、香川県善通寺市にある標高481.0mの山。善通寺の五岳山（香色山・筆ノ山・我拝師山・中山・火上山）と呼ばれる山々の中では標高が一番高い。
麓には四国八十八ヶ所第73番札所出釈迦寺があり、その奥之院・禅定寺（標高約368m）が中腹にある。奥之院までは出釈迦寺で500円を払えば車で通行できる。歩くと直前に駐車場があり徒歩30分で奥之院に到着し、その本堂である根本御堂の床下を通過し2ヶ所の鎖場を経て、空海が幼いとき飛び降りたといわれる稚児大師石像と護摩壇のある捨身ヶ嶽行場に至る。そこからは急な登山道を20分ほどで登り切ると山頂（山頂から奥之院への下りは12分）に達する。山頂は平な広い雑木林で展望は利かない。なお、奥之院とは反対側の大阪峠（標高133m)に30分（上りは50分）で下りる登山道もあるが急峻である。

## ギャラリー

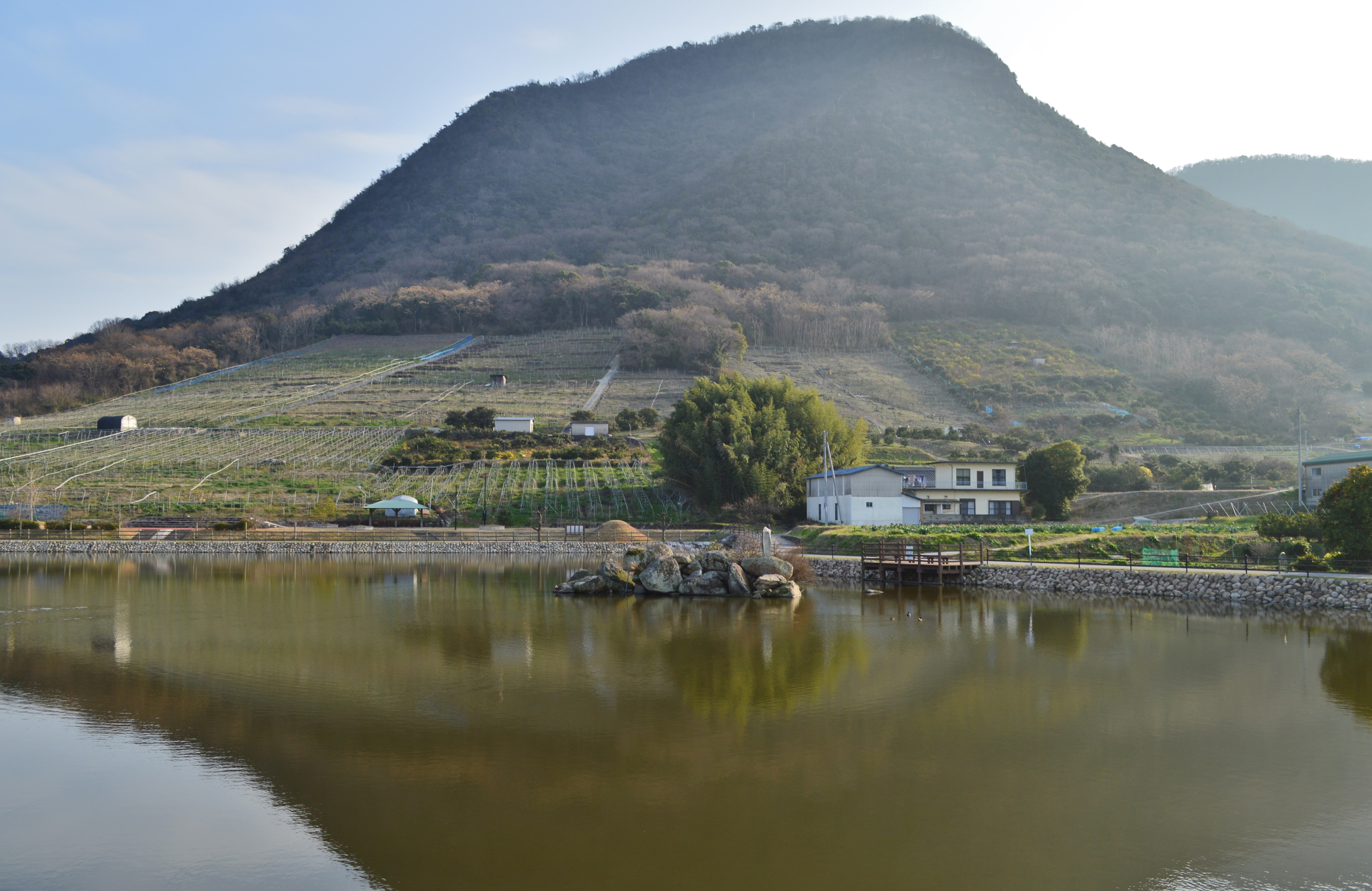
大塚池・大塚池古墳（吉原椀貸塚古墳）から望む
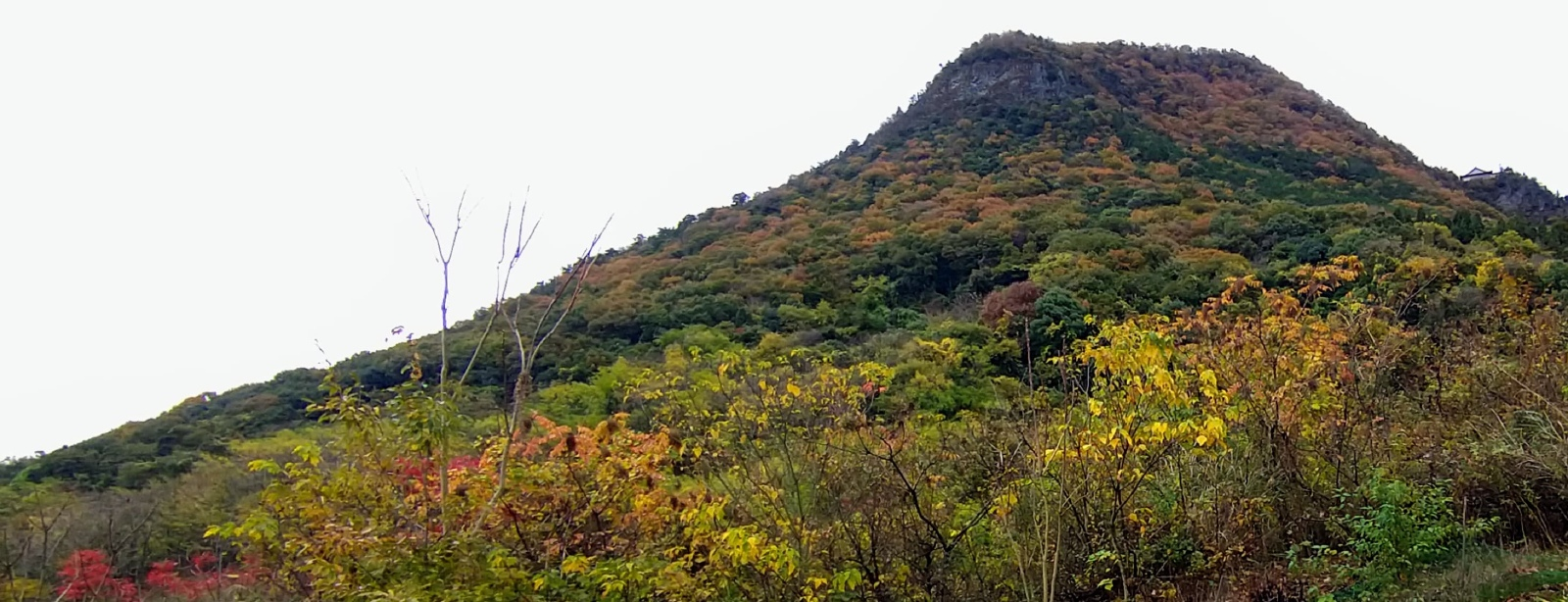
麓の出釈迦寺より
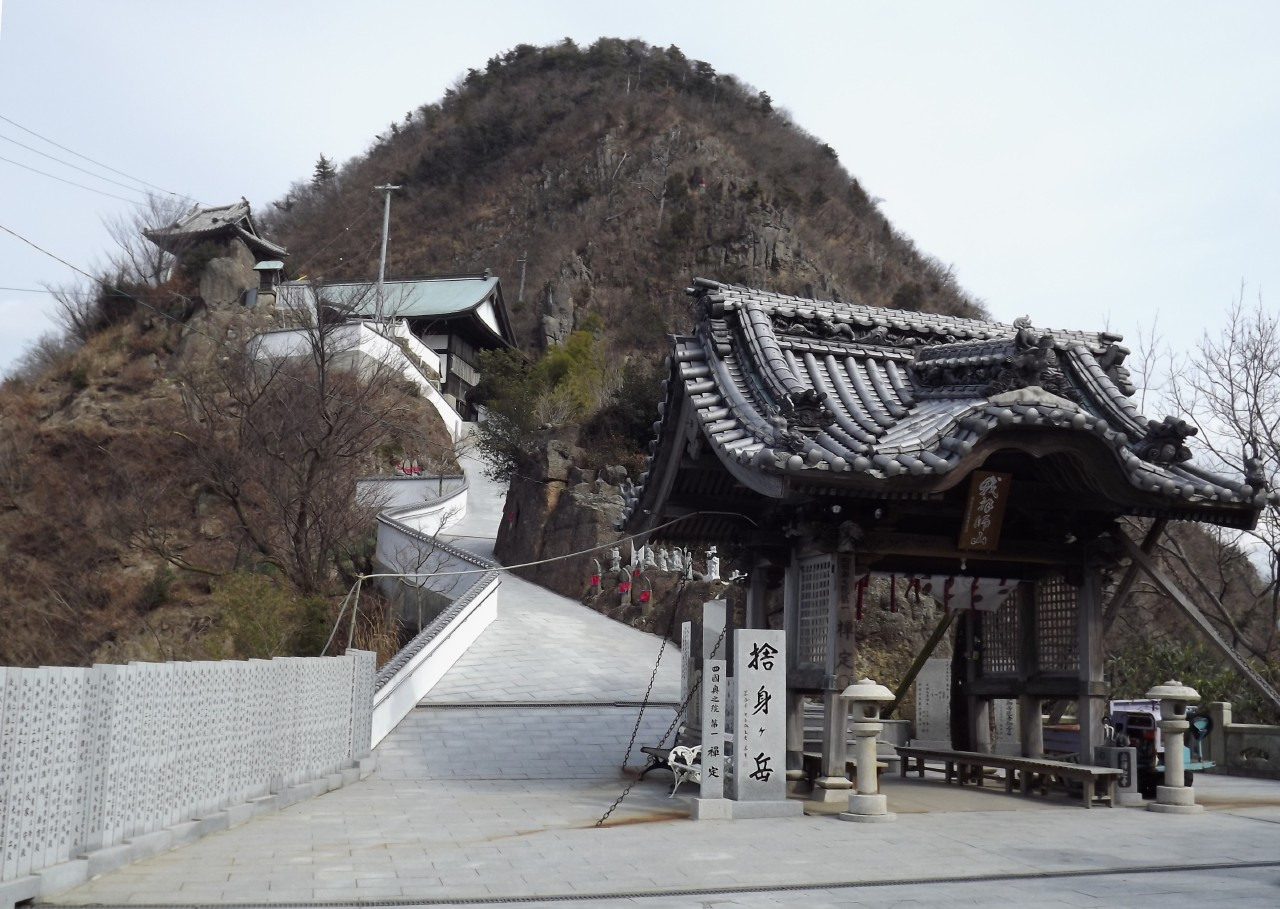
奥之院
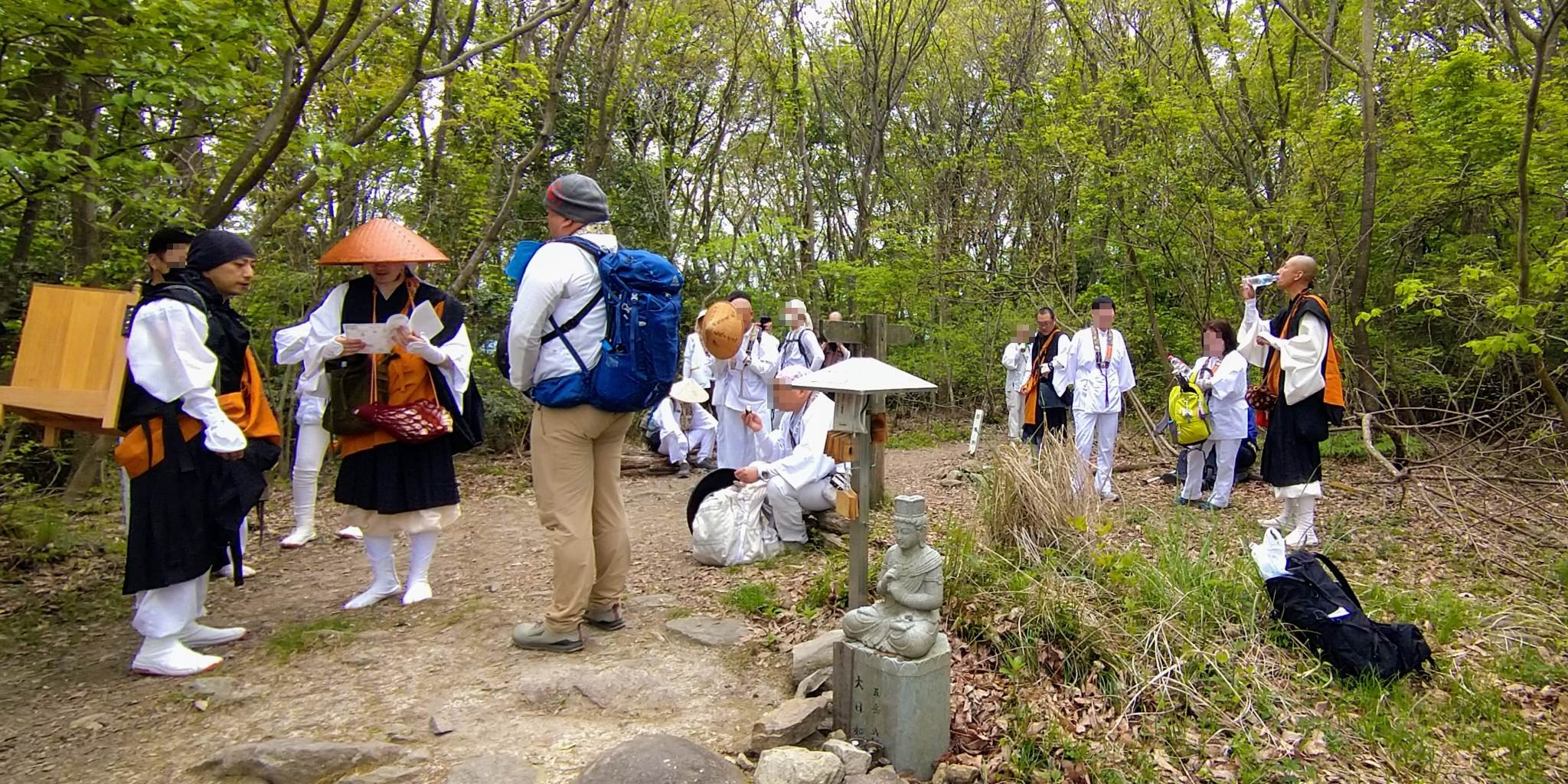
山頂
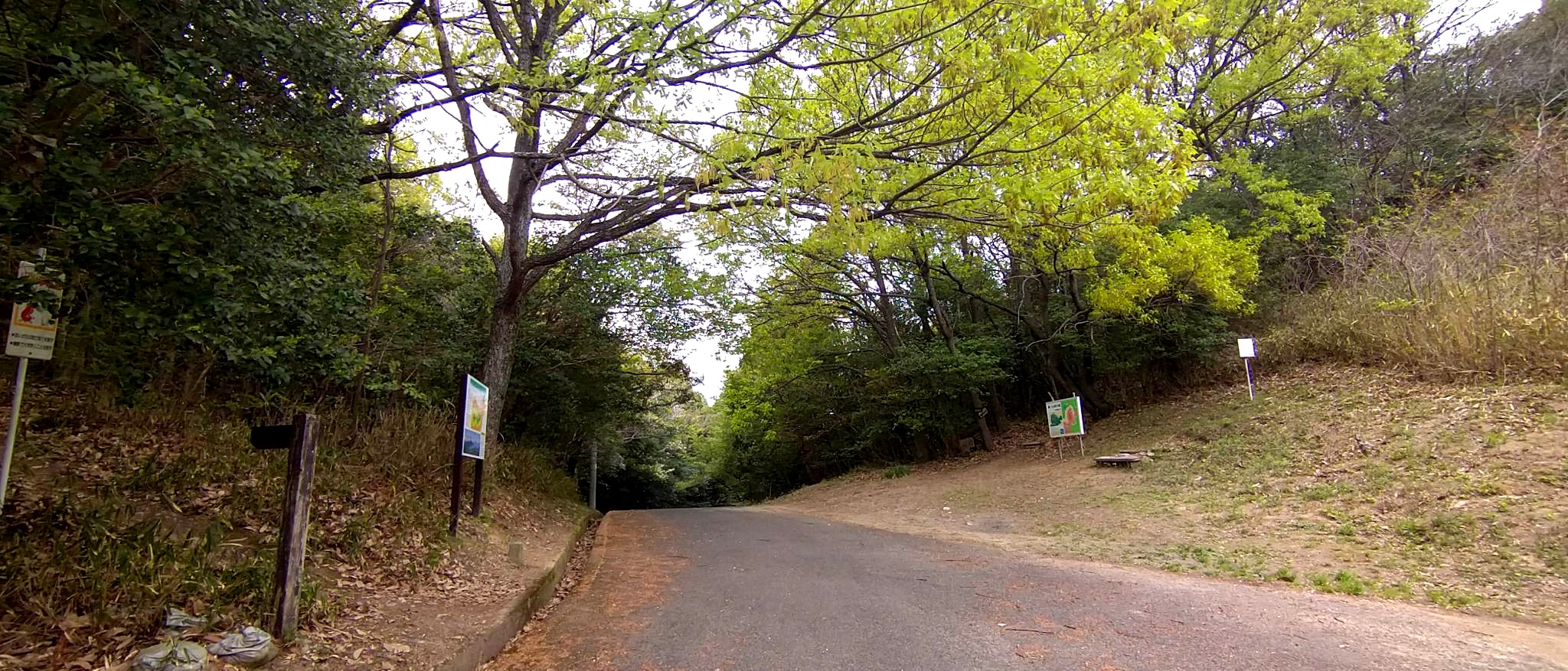
大阪峠